# Guallatiri
El Guallatiri és un estratovolcà de la Serralada dels Andes situat al nord de Xile, prop de la frontera amb Bolívia, en el Parc Nacional Lauca. El seu cim se situa a 6071 metres d'altitud. Es localitza en la comuna de Putre, en la Regió d'Arica i Parinacota, una de les més seques del món.
La regió on queda la muntanya, Paso Chungara, és dominada per volcans, sent el Sajama el més alt de la regió, seguit pel Parinacota, Pomerape i Acotango.
Al cim hi ha una cúpula de lava. Fluxos de lava espessa estan localitzats en els flancs inferiors nord i oest.

## Activitat de 1996
Observacions del volcà el 19 i 20 de juliol de 1996 van mostrar emissions de vapor blanc del cràter. En el flanc sud del volcà, a 400 m a sota del cim, hi havia una àrea lliure de neu que emetia vapor.

## Activitat de 1990-1991
El 2 de novembre de 1990, dues àrees d'activitat de fortes fumaroles van ser observades en el volcà. Els fums més vigorosos van ser albirats a 80 m a sota del cim. L'esdeveniment va produir una ploma de 200 m d'altura, acompanyada per un soroll de motors a jet.

## Probable erupció de 1985
Una erupció l'1 de desembre de 1985 va ser originalment atribuïda al volcà Acotango, però va ser determinat que fos més probable del volcà Guallatiri.
Les erupcions van produir núvols de fum blanc, que van pujar a 500 m en vertical. Les erupcions van tenir lloc en intervals de 45-75 segons. Durant una investigació de camp el 1987, en les proximitats dels volcans Capurata, Acotango i Humarata no es van detectar senyals d'activitat, els seus cràters van quedar coberts amb gel i neu nets. Activitat de fumaroles va ser observada en el volcà Guallatiri indicant així que l'erupció de 1985 va tenir lloc aquí.